# Datog Co
Datog Co (kinesiska: Datuo Cuo, 达托错) är en sjö i Kina. Den ligger i den autonoma regionen Tibet, i den sydvästra delen av landet, omkring 530 kilometer öster om regionhuvudstaden Lhasa. Datog Co ligger 4 596 meter över havet. Arean är 3,7 kvadratkilometer. Trakten runt Datog Co består i huvudsak av gräsmarker. Den sträcker sig 3,3 kilometer i nord-sydlig riktning, och 2,6 kilometer i öst-västlig riktning.
Genomsnittlig årsnederbörd är 846 millimeter. Den regnigaste månaden är juli, med i genomsnitt 132 mm nederbörd, och den torraste är december, med 3 mm nederbörd.